# Gelis divaricatus
Gelis divaricatus là một loài tò vò trong họ Ichneumonidae.